# Caserta (tỉnh)
Tỉnh Caserta (Tiếng Ý: Provincia di Caserta) là một tỉnh ở vùng Campania của Ý. Tỉnh lỵ là thành phố Caserta. Cung điện Caserta nằm ở gần tỉnh lỵ.
Tỉnh này có diện tích 2.639 km², tổng dân số là 879.342 (2005). Có 104 đô thị (danh từ số ít tiếng Ý:comune) ở trong tỉnh này , xem các đô thị tỉnh Caserta.